# Hibrees de Milasa
Hibrees de Milasa (en llatí Hybreas, en grec Ὑβρέας) va ser un gran orador nadiu de Milasa a Cària. Estrabó diu que era el més gran del seu temps. Sèneca el menciona alguns cops. La seva obra s'ha perdut.
Diotrefes (Diotrephes, Διοτρέφης), un retòric grec de gran reputació al seu temps (σοφιστὴς ἒνδοξος) nascut a Antioquia del Meandre va ser mestre d'Hibrees. Diotrefes va viure una mica abans que Estrabó.
Hibrees era molt pobre i amb esforç va agafar una posició fins a convertir-se en un dels dirigents locals (el principal dirigent local era Entidem). L'any 41 aC Marc Antoni va assolar l'Àsia Menor després de la seva victòria a Filips, però Hibrees va aconseguir per Milasa l'eliminació de la doble taxa quan va dir al triumvir: "Si pots ordenar el cobrament dues vegades l'any també has de poder-nos donar dos estius i dues tardors".
Quan Labiè i els parts van envair l'Àsia Menor l'any 40 aC només Laodicea (sota Zenó) i Milasa (sota Hibrees) li van plantar cara. Quan Milasa va ser ocupada es van confiscar les propietats d'Hibrees, però ell mateix ja havia fugit a  Rodes. Més tard va tornar a la seva ciutat, quan els parts van ser expulsats per Ventidi.